# 布格湖 (巴特薩爾聰根)
50°48′36″N 10°14′14″E / 50.810109°N 10.237225°E

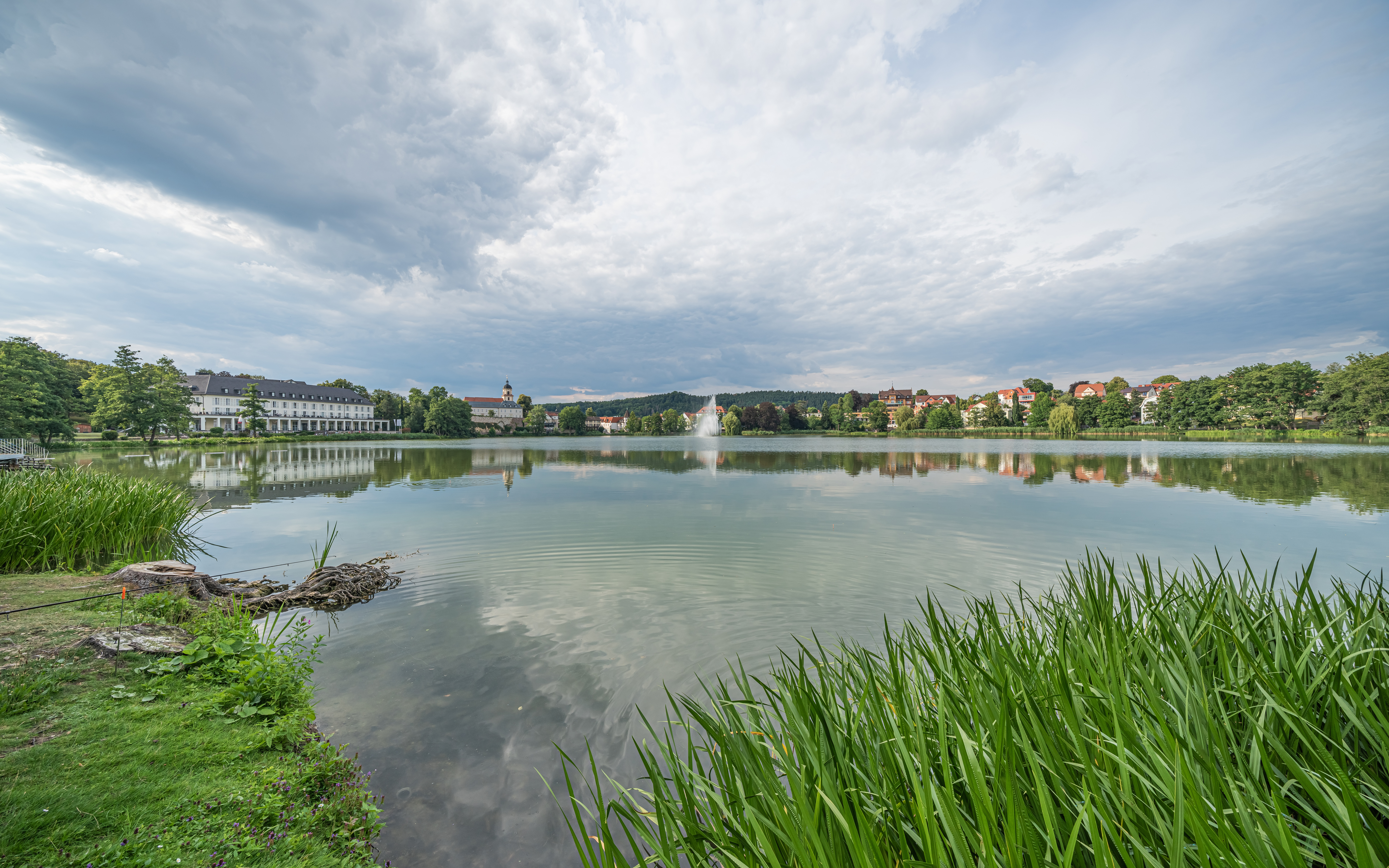

布格湖（德語：Burgsee），是德國的湖泊，位於該國中部，由圖林根州負責管轄，處於巴特薩爾聰根以南，該湖泊面積0.1平方公里，海拔高度251米，最大水深25米。